# 트로피카나 필드
트로피카나 필드(영어: Tropicana Field)는 미국 플로리다주 세인트피터즈버그에 위치한 야구장이다.1990년 완공하고 1998년 개장해 지금까지 탬파베이의 홈구장으로 사용되고 있다. 수용 인원은 36,048명이다.

## 같이 보기
- 아말리 아레나
- 레이먼드 제임스 스타디움
- 레이스 볼파크
- 샬럿 스포츠 파크